# Симеон Славчев (политик)
Симеон Славчев Славчев е български политик и общественик, учредител и председател на Политическа партия МИР (Морал, Инициативност, Родолюбие).

## Биография
Роден е във Варна на 14 юни 1978 г. Средното си образование завършва в 34-то СОУ „Стою Шишков“ в София с профил история, литература и философия. Висшето си образование завършва в Техническия университет в София като инженер-магистър по „Индустриален мениджмънт“. Завършил е Академията за социална политика на Института за социална интеграция, има придобита допълнителна професионална квалификация по „Управленски умения“. Специализирал е „Политически мениджмънт“ в Българското училище за политика към „Нов български университет“.
Има над 20 години управленски опит като мениджър и управител на фирми и ръководител на проекти. Владее немски, английски и руски език. Женен е, с дете.

## Политическа кариера

### Съветник в СОС
Политическата си кариера започва на местните избори през 2015 г., когато е избран за общински съветник в Столичния общински съвет. Между 2015 и 2019 г. е съпредседател на „Политическа група 5“ и член на председателския съвет на Столичния общински съвет. Заместник-председател е на Постоянната комисия по инженерна инфраструктура и енергийно планиране, член е на Постоянната комисия по транспорт и туризъм, както и на Постоянната комисия по здравеопазване и социална политика.
Като общински съветник съдейства за премахване на незаконния автобусен паркинг пред храм-паметника „Св. Ал. Невски“.
Обявява се срещу изграждането на завода за изгаряне на отпадъци в центъра на София и успява да обедини около тази своя кауза общо 15 общински съветници от различни политически групи в Столичния общински съвет, с които внася предложение за провеждане на местен референдум.

### Партия МИР
Партия МИР (Морал, Инициативност, Родолюбие) е учредена през 2018-та година от инициативен комитет от общественици, културни дейци, млади хора, учени, интелектуалци, преподаватели във висшите учебни заведения и представители на българите в чужбина.
Идеологията на партия МИР е идеологията на СВОБОДАТА и СПРАВЕДЛИВОСТТА, интелектуално обезпечаваща такова общество, в което тези две висши ценности са реално гарантирани за всеки български гражданин. За партия МИР основополагащи етични принципи и ценности са моралът, нравствеността, човешките добродетели и гражданският патриотизъм – обичта и дългът към нацията, разбирана като общност на всички български граждани, но също така и като териториална идентичност, език, природа и държава.
Партия МИР предлага конкретни стъпки за излизане на България от политическата, икономическата, демографската, социалната, моралната и духовната криза:
1. Превръщането на българската икономика в работеща и ефективна чрез въвеждане на социално-пазарното стопанство като икономическа основа на българското общество.
2. Излизане от демографската криза и подпомагане на българското семейство.
3. За всеки български гражданин да бъдат гарантирани от държавата безплатно образование, медицинско обслужване, както и правото на жилище, на чиста околна среда и на реален средноевропейски доход и стандарт на живот.
4. Създаване на условия за запазване на образованите и подготвени кадри и връщане на българите зад граница в родината чрез гарантиране на тяхната реализация в България.
5. Оползотворяването на всички природни дадености на България в сферата на туризма, селското стопанство, земеделието, транспорта и логистиката.
6. Борба с корупцията на всички нива чрез съдебна и административна реформа и работещо електронно правителство и установяване върховенство на закона.
7. Защита на националния интерес и общественото благо чрез провеждане на суверенна и балансирана външна политика.
8. Стратегическо развитие на ядрената енергетика.
9. Финансова децентрализация и равномерно развитие на всички райони в страната и възстановяване на българските села.
10. Стимулиране на производството, предприемачеството, иновациите, малкия и средния бизнес и връзката им с науката.
11. Възстановяване на ценностите и моралните устои на българското семейство и общество.
12. Въвеждане на задължителен предмет Религия-Християнство-Православие в българските учебни заведения и двойно увеличение на часовете по математика, природни науки, родинознание и български език в учебните програми.
13. Пряко участие на гражданите в управлението чрез провеждането на местни и национални референдуми и възстановяване на демократичните принципи.
14. Съхраняване на природните богатства и опазване на околната среда чрез прекратяване на всички подписани концесии за усвояването на природните богатства на България.
15. Спиране на войната по пътища чрез повишаване на нивото на пътната безопасност в страната.
16. България и Черноморския регион да бъдат зона на МИРА без чужди военни бази, без ядрени оръжия и биолаборатории.

През февруари 2020 г. партия МИР обявява за своя и за национална кауза провеждането на честни избори в България, чрез машинно гласуване и стартира протест и палатков лагер пред Министерския съвет и успява да се пребори за въвеждането на машинното гласуване в България.
Партия МИР взима участие в антиправителствените протести през лятото на 2020 г., а през януари месец 2021 г. участва на консултациите за честни и прозрачни избори при президента на Република България Румен Радев.
На 15.01.2020 г. политическа партия МИР приема Манифест, чрез който призовава всички българи да се обединят заедно, за да предприемат конкретни стъпки за връщането на нормалността и гарантирането на промяната в България.
На местните избори през 2023 г. партия МИР има избран кмет в община Ботевград и 12 общински съветника. В община Бургас партия МИР има избрани 2-ма общински съветника. В община Разград има избрани 2-ма общински съветника. В община Ихтиман партия МИР има избрани 3-ма общински съветника. 